# Завідз-Малий
Завідз-Малий (пол. Zawidz Mały) — село в Польщі, у гміні Завідз Серпецького повіту Мазовецького воєводства.
Населення — 251 особа (2011).
У 1975-1998 роках село належало до Плоцького воєводства.

## Демографія
Демографічна структура станом на 31 березня 2011 року:
|          | Загалом | Допрацездатний вік | Працездатний вік | Постпрацездатний вік |
| -------- | ------- | ------------------ | ---------------- | -------------------- |
| Чоловіки | 123     | 24                 | 86               | 13                   |
| Жінки    | 128     | 19                 | 72               | 37                   |
| Разом    | 251     | 43                 | 158              | 50                   |